# Slender: The Arrival
Slender: The Arrival is een survival horrorspel uit 2013 en tevens het vervolg op Slender: The Eight Pages. In beide computerspellen is Slender Man een van de hoofdpersonages. Het spel werd uitgebracht op 26 maart 2013 voor Microsoft Windows en OS X. Een versie via Steam werd beschikbaar op 28 oktober 2013. Daarnaast is het spel ook beschikbaar voor PlayStation 3, PlayStation 4, Xbox 360, Xbox One en Wii U.
Het spel is veel uitgebreider dan zijn voorganger. Zo is het doel niet alleen om acht pagina's te verzamelen, maar moeten bijvoorbeeld ook nog andere dingen uitgevoerd worden, zoals het activeren van generatoren en het sluiten van alle ramen en deuren in een huis dat zich in de speelwereld bevindt. Ook de speelwereld zelf is veel uitgebreider dan in Slender: The Eight Pages.

## Verloop

### Hoofdstuk 1
De speler speelt als Lauren, die het huis van haar vriendin Kate opzoekt nadat zij vermist raakte. Doordat aan het begin van de oprit een boom op haar auto valt, is ze genoodzaakt te voet naar het huis te gaan. In het huis ontdekt ze verschillende tekeningen op de muren die verwijzen naar Slender Man. Wanneer Lauren de deur opent van Kates slaapkamer, weerklinkt buiten een luide schreeuw. De schreeuw is afkomstig van Kate, die even voordat Lauren arriveerde het huis uit vluchtte, maar te grazen werd genomen door Slender Man. Lauren neemt een zaklamp en gaat op weg naar de radiotoren om daar op zoek te gaan naar Kate.

### Hoofdstuk 2
Lauren bevindt zich nu in het Oakside Park, waar ze acht pagina's moet vinden die meer informatie geven over de verdwijning van Kate. Terwijl ze de deze verzamelt, wordt ze achtervolgd door Slender Man. Nadat ze de acht pagina's in haar bezit heeft, komt ze oog in oog te staan met Slender Man. Slender Man kan haar te pakken krijgen, maar Lauren kan ontsnappen en rent in paniek weg totdat ze flauwvalt.
Dit onderdeel bevat gelijkenissen met Slender: The Eight Pages, waar de speler ook acht pagina's moet verzamelen in een bos terwijl hij achtervolgd wordt door Slender Man.

### Hoofdstuk 3
Lauren ontwaakt en bevindt zich in een veld, dicht bij de Kullman Mining Facility. Ze merkt op dat ze een donkere tunnel in een berg moet betreden. Lauren ziet een bord dat vermeldt dat in het geval van een stroomuitval zes generatoren ingeschakeld moeten worden, zodat de noodlift geactiveerd kan worden en ze kan ontsnappen. Terwijl ze bezig is de generatoren aan te zetten, wordt ze achtervolgd door iemand wie later Kate blijkt te zijn. Zij is echter zwaar verward door Slender Man die, nadat Lauren de tweede generator aanzet, ook Lauren achtervolgt en soms plots voor haar tevoorschijn komt. Als alle zes de generatoren ingeschakeld zijn, kan Lauren de lift activeren en naar de top van de mijnschacht gaan.
Indien het spel op een hogere moeilijkheidsgraad staat, moet Lauren eerst jerrycans met benzine verzamelen, alvorens ze de generatoren kan activeren.

### Hoofdstuk 4
Nadat ze uit de mijn is geraakt, gaat ze verder op onderzoek naar info met betrekking tot Kate. Terwijl ze op zoek is, vindt ze een klein gebouw waar een televisie staat die een video afspeelt die laat zien is wat er met Kate gebeurde. In een flashback moet de speler als Kate acht deuren en ramen van haar huis sluiten, zodat Slender Man haar niet te pakken kan krijgen. Ondertussen ziet ze Slender Man in het huis en probeert ze zich te verstoppen in haar kamer. Als ze in haar kamer is, is Slender Man daar ook en springt ze uit haar raam.

### Hoofdstuk 5
Lauren loopt door een grot, maar bij de uitgang ziet ze dat het hele bos in brand staat. De speler moet proberen de vlammen, vallende bomen en Slender Man te ontwijken, en naar de radiotoren te vluchten. Eens in het gebouw, merkt ze een deur op die op slot is. Als ze de sleutel heeft gevonden en de deur geopend heeft, komt ze uiteindelijk in een ruimte terecht waar een levenloos lichaam en een videocamera liggen. Wanneer de camera afgespeeld wordt, wordt op de deur achter haar geklopt. Het scherm begint te flitsen en het spel stopt.

## Extra levels
Via updates en downloadbare inhoud werden enkele nieuwe hoofdstukken aan het spel toegevoegd.